# Pulkovo-Airlines-Flug 612
Am 22. August 2006 verunglückte eine Tupolew Tu-154 auf dem  Pulkovo-Airlines-Flug 612. Das Flugzeug stürzte etwa 50 Kilometer nördlich der Stadt Donezk, nahe der Ortschaft Sucha Balka (ukrainisch Суха Балка; russisch Сухая Балка/Suchaja Balka) in der Ukraine ab.
Es war der Flugunfall mit den meisten Todesopfern im Jahr 2006. Zum Zeitpunkt des Absturzes war er der Flugunfall mit den meisten Todesopfern der Ukraine und wurde 2014 vom Malaysia-Airlines-Flug 17 übertroffen.

## Unfallhergang
Die Tu-154 der Pulkovo Airlines startete um 15:05 Uhr Moskauer Zeit (11:05 UTC) in Anapa zum Linienflug nach Sankt Petersburg und stieg anschließend auf eine Reiseflughöhe von 10.700 Metern (35.100 Fuß). Um 15:22 Uhr erreichte das Flugzeug den ukrainischen Luftraum und näherte sich einer vorausliegenden Gewitterzelle. Die Besatzung stieg auf ca. 11.600 Meter (38.000 Fuß), um das Gewitter zu überfliegen.
Wenige Minuten später flog die Maschine in die Randzone der Wetterfront ein und geriet in schwere Turbulenzen. Um 15:33 Uhr bat die Besatzung die Flugsicherung, auf 11.900 Meter (39.000 Fuß) steigen zu dürfen. Die Freigabe wurde augenblicklich erteilt. Während des manuell ausgeführten Steigflugs nahm die Schwere der Turbulenzen zu. Etwa zwei Minuten später erreichte die Besatzung die gewünschte Höhe, stieg aber wegen der unverändert schlechten Wettersituation weiter bis auf ca. 12.165 Meter (rund 40.000 Fuß). In dieser Höhe geriet die Maschine in eine starke vertikale Luftströmung. Daraufhin ging die Tu-154 in einen steilen Steigflug über und verlor sehr schnell an Geschwindigkeit. Etwa 20 Sekunden nach dem Einflug in die Strömung erreichte die Maschine eine Höhe von 12.880 Metern (ca. 42.250 Fuß). Zu diesem Zeitpunkt betrug der Anstellwinkel 46 Grad, während die Geschwindigkeit auf null fiel. Dies führte zu einem Flammabriss (Flameout) an den Triebwerken und zu einem Strömungsabriss (Stall) an den Tragflächen. Das Flugzeug ging anschließend in ein Flachtrudeln über. Den Piloten gelang es nicht, die Maschine abzufangen. Während des Absturzes empfing die Flugsicherung um 15:37 Uhr einen Notruf der Besatzung. Zwei Minuten später schlug die Tupolew ohne Vorwärtsbewegung auf dem Boden auf und explodierte. Bei dem Unfall kamen alle 170 Insassen ums Leben.

## Unfalluntersuchung
Die Unfallermittler kritisierten den Versuch, das Gewitter zu überfliegen, anstatt es weitläufig zu umfliegen. Die Piloten unterschätzten die Höhe der Gewitterzelle, die sich bis auf 15.000 Meter (ca. 49.200 Fuß) erstreckte.
Die Tupolew war nicht nur technisch nicht in der Lage, die zum Überflug notwendige Höhe zu erreichen, sondern es fehlte der Besatzung nach Ansicht der Ermittler zusätzlich die Erfahrung, das Flugzeug in dieser Höhe und unter den gegebenen Wetterbedingungen manuell zu fliegen. Die Arbeitsteilung und Kommunikation zwischen den Besatzungsmitgliedern erwies sich als mangelhaft. Nachdem die Maschine in die turbulente Zone eingeflogen war, konzentrierten sich beide Piloten auf die Steuerung des Flugzeugs. Während des Steigflugs versäumten sie jedoch die in einer solchen Flugphase in großer Höhe wichtige Geschwindigkeitsüberwachung und auch, das Flugzeug dem Flugmanöver entsprechend nachzutrimmen. Durch den Geschwindigkeitsverlust und den hohen Anstellwinkel geriet die Maschine in eine Fluglage, die zum Strömungsabriss führte. 
Das russische MAK Interstate Aviation Committee führte während der Ermittlung Simulationen und Testflüge durch, um das Flugverhalten der Tupolew Tu-154 bei hohen Anstellwinkeln zu untersuchen.

## Ähnliche Unfälle
- Air-France-Flug 447
- Continental-Airlines-Flug 3407
- Northwest-Airlines-Flug 6231
- Aeroflot-Flug 5143